# Cornelis van Hoof
Cornelis Franciscus van Hoof (C.F. van Hoof) (1862-1952) was een in Tilburg werkzaam architect.
Hij was de zoon van een houthandelaar en studeerde aan de Vlaamse school voor Schone Kunsten. Na de dood van zijn vader bleef hij met zijn twee zussen, Cato en Marie, in Tilburg wonen en werken. Het drietal woonde aan de Spoorlaan. Naast het ontwerpen van zowel kerken als zakelijke gebouwen, was hij docent aan de Burgeravondschool. Veel van zijn werken zijn geklasseerd als rijksmonument. Zijn bouwstijl was historiserend en zijn kerken waren neogotisch.
In 1917 kreeg hij de pauselijke ridderorde Pro Ecclesia et Pontifice.

## Werken
- Voorgevel van de Heikese kerk te Tilburg, uit 1895
- Kapel van de visitandinnen, aan de Bisschop Zwijsenstraat te Tilburg, uit 1895
- Huize Damiaan te Simpelveld, uit 1897
- R.K. Gymnasium aan de Gasthuisring te Tilburg, uit 1902
- Sint-Joachimkerk in De Moer, uit 1902
- Sint-Leonarduskerk aan de Koestraat te Tilburg, uit 1902
- Casa Cara en Villa Anna aan de Lange Nieuwstraat 156-158 te Tilburg (dubbel herenhuis van de Gebroeders Jules en César Deprez), uit 1902 (ontwerp 1899)
- Sint-Laurentiuskerk te Ulvenhout, uit 1904
- Rijksbelastingkantoor, nu Bureau Huisvesting, aan de Stationsstraat 45 te Tilburg, uit 1904
- Herenhuizen in eclectische stijl aan de Spoorlaan 386-388 te Tilburg, uit 1906, vanaf 1932 bewoond door de architect en zijn twee zussen
- De Refter, aan de Nieuwlandstraat te Tilburg, verbouwd in 1907
- Herenhuizen aan het Wilhelminapark 36-37 te Tilburg, uit 1907
- Uitbreiding van het Sint-Leonardusgesticht aan de Heikant te Tilburg, uit 1907
- Gebouw De Spaarbank van de Vereeniging Tilburgsche Spaarbank, hoek Noordstraat-Korte Schijfstraat, in neorenaissancestijl, uit 1910
- Johannes de Doperkerk te Kaatsheuvel, uit 1913
- Schoolmeesterswoning aan de Middelstraat te De Moer, uit 1915
- Herenhuizen aan de Sint-Josephstraat te Tilburg, 1905-1915

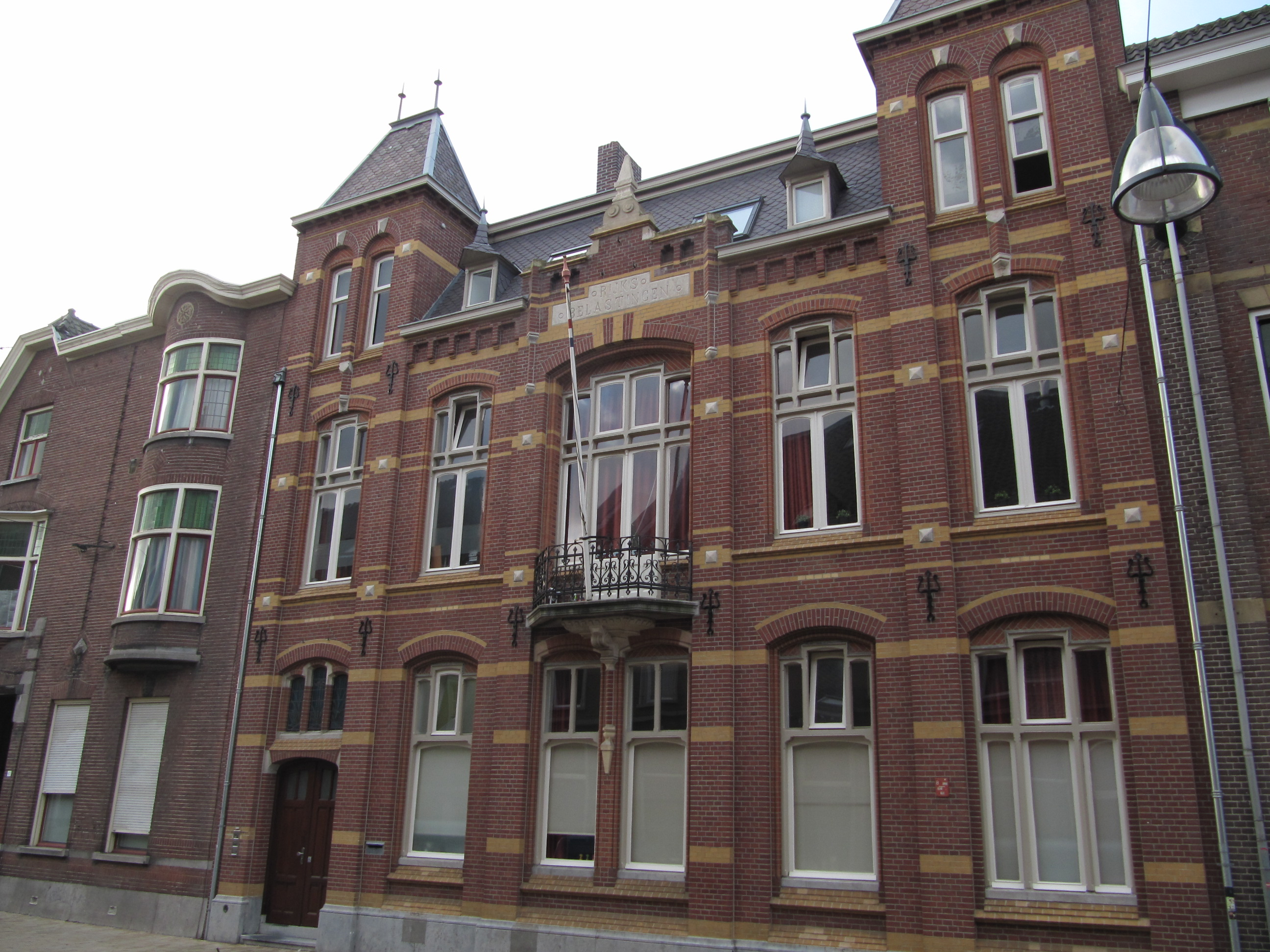
Rijksbelastingkantoor
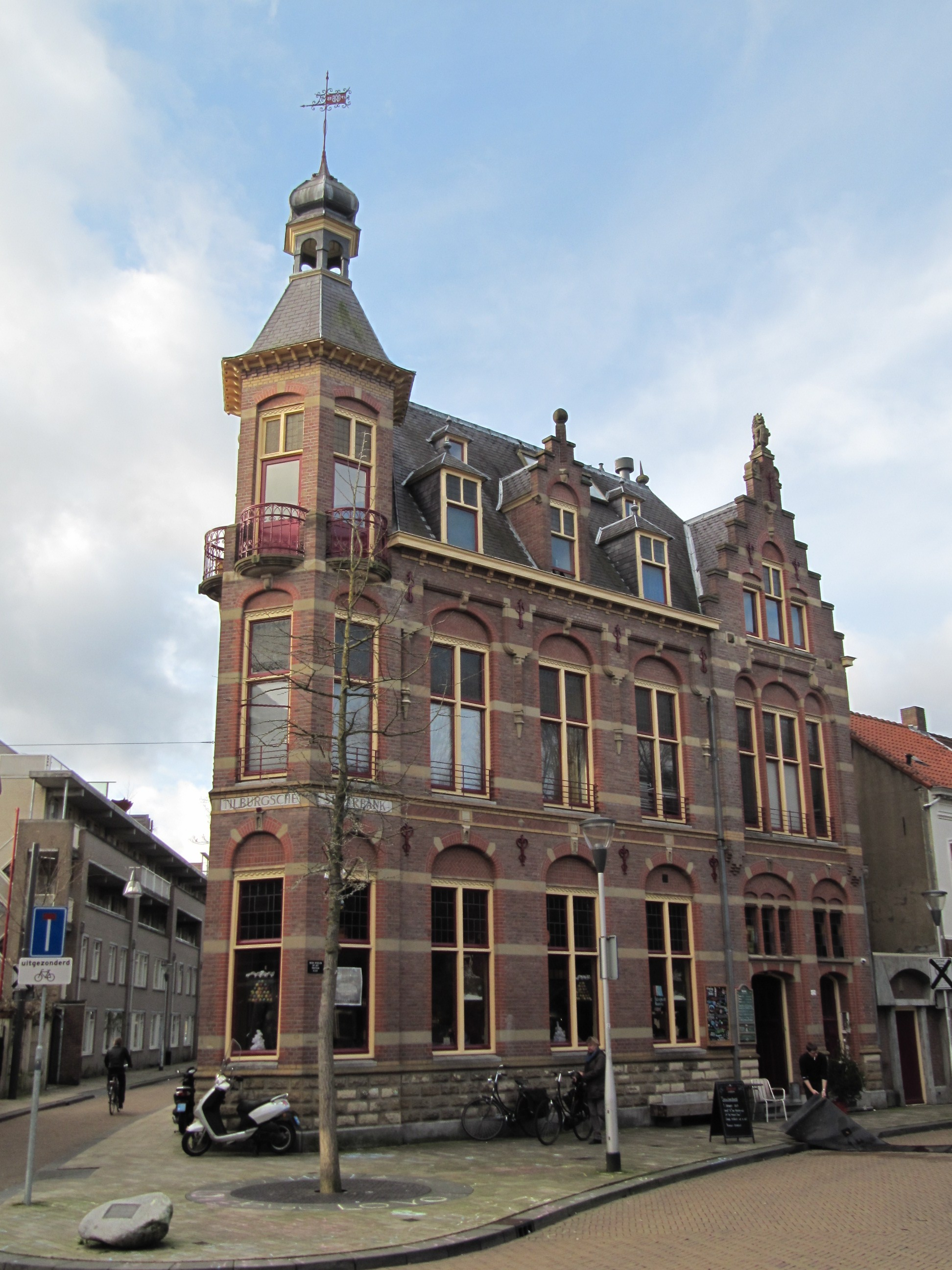
De Spaarbank
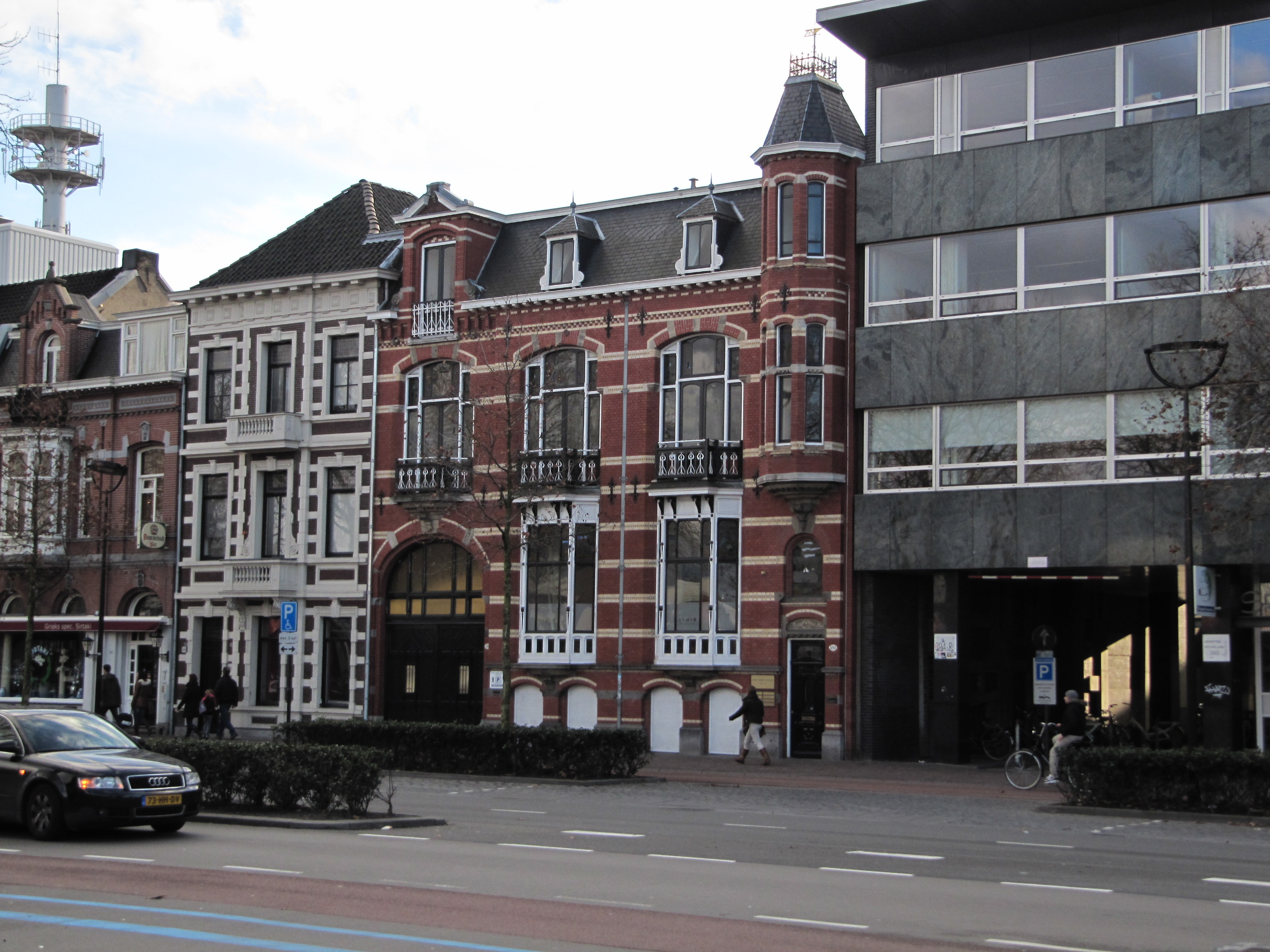
Spoorlaan 386